# Přeslenice vodní
Přeslenice vodní (Hydrilla verticillata) je druh rostliny z čeledi voďankovité a jediný druh rodu přeslenice. Je to ponořeně rostoucí bylina s jednoduchými přeslenitými listy a drobnými, bílými květy. Plody jsou nepukavé. Druh pochází z Asie, Afriky a Austrálie, jako neofyt se rozšířil i v Evropě a ve 20. století také v Americe. Je rozšířena od tropů až po mírný podnebný pás. V České republice nebyla dosud zaznamenána.
V některých oblastech světa je přeslenice velmi obtížnou invazní rostlinou, způsobující značné ekonomické i ekologické škody. Je pěstována jako akvarijní rostlina.

## Popis
Přeslenice vodní je vytrvalá nebo příležitostně i jednoletá, vodní, ponořená bylina s dlouhým, větveným stonkem a horizontálním oddenkem. Listy jsou jednoduché, přisedlé, 0,7 až 1,7 cm dlouhé, v přeslenech po 3 až 8 (spodní někdy vstřícné), čárkovité až úzce eliptické, s pilovitým okrajem a zřetelnou střední žilkou, která je na rubu listů osténkatá.
Rostliny mají většinou buď samčí i samičí květy, nebo pouze samičí (gynodioecie), řidčeji jsou dvoudomé. Květy jsou jednopohlavné, jednotlivé, úžlabní. Okvětí je trojčetné, rozlišené na kalich a korunu, bílou nebo načervenalou. Samčí květy obsahují 3 tyčinky. Válcovitý semeník vybíhající v niťovitý zoban je srostlý ze 3 plodolistů a nese 3 čnělky. Plody jsou nepukavé, válcovité, s několika semeny.

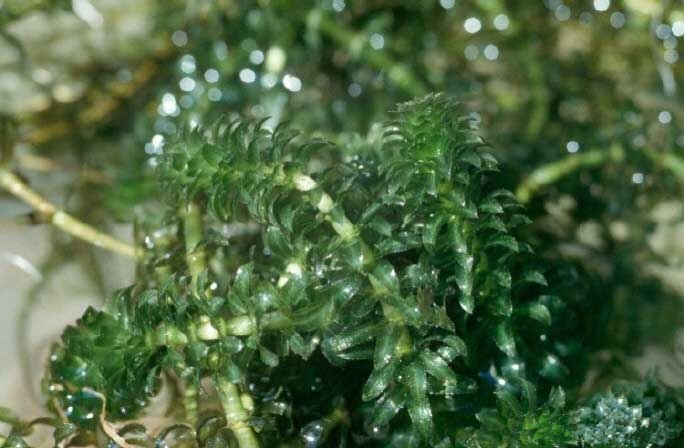
Porost přeslenice
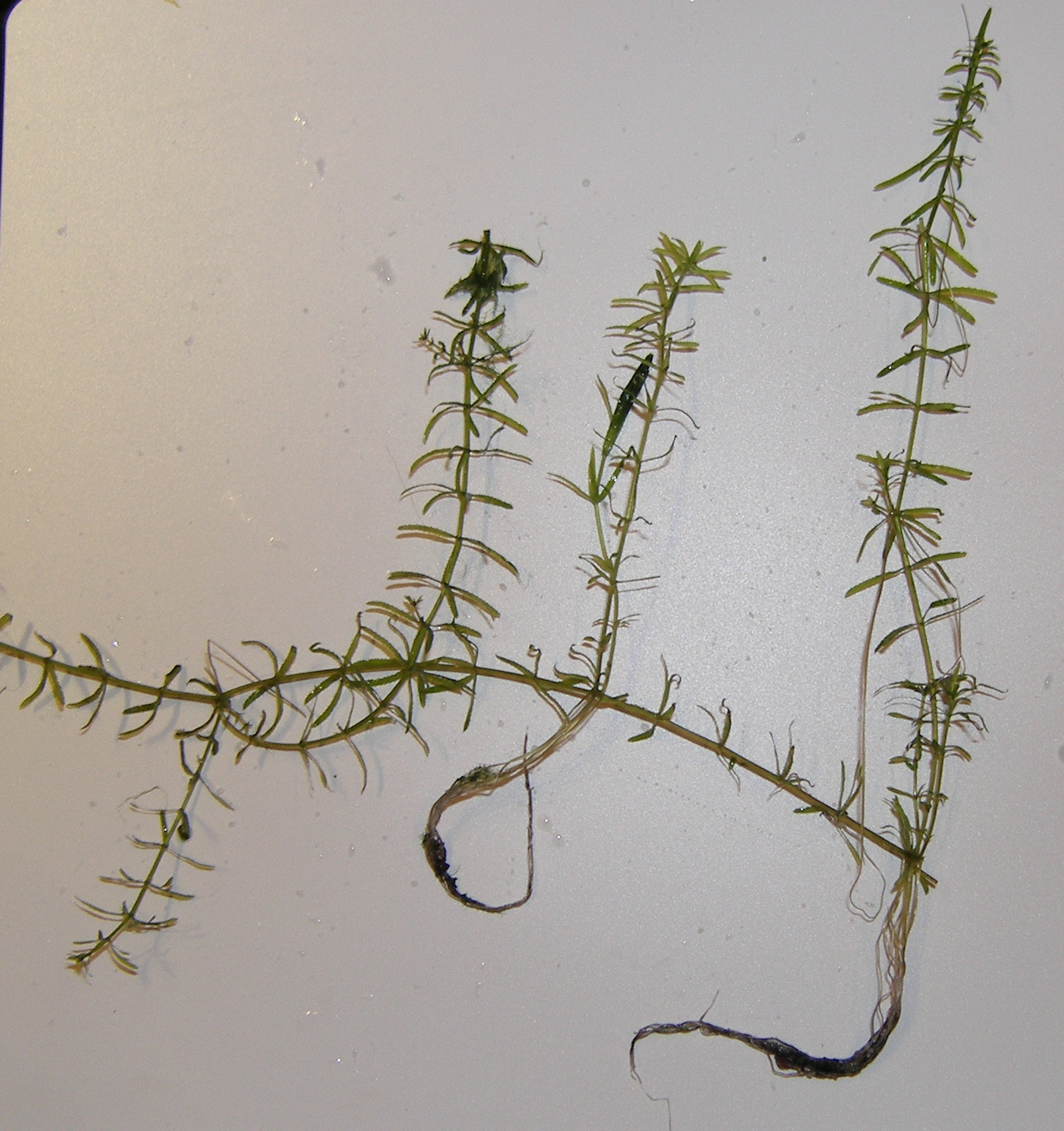
Rostlina
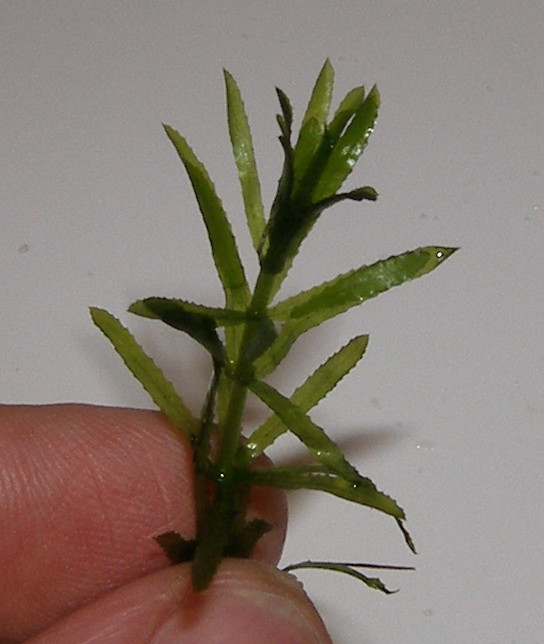
Detail prýtu

## Rozšíření
Původ přeslenice je ve Starém světě, kde je přirozeně rozšířena od tropů po oblasti mírného pásu. Jedná se ovšem o silně expanzivní druh, který se v různých epochách rozšířil do řady nových oblastí. Vymezení skutečně původního areálu je proto nejisté. Obvykle se jako původní oblast rozšíření uvádí Asie, severovýchodní Austrálie a střední Afrika.

### Eurasie
V Asii sahá souvislejší areál rozšíření přeslenice od Indického subkontinentu přes Čínu po Japonsko a přes Indočínu po jihovýchodní Asii. Další pás výskytu je v jižních částech Sibiře a na ruském Dálném východě. Zde představuje přeslenice třetihorní relikt z období eocénu. Do východní Asie a možná i na Indický subkontinent byla odtud pravděpodobně zanesena tažnými ptáky. Do jihozápadní Asie se rozšířila ve 2. polovině 20. století ze severní Indie. V Číně se s výjimkou suchých oblastí na severozápadě jedná o celkem rozšířený druh.
V Evropě je přeslenice neofytem, který se zde objevil až v holocénu, tedy po skončení poslední doby ledové. Větší počet lokalit je pouze v severovýchodní Evropě v oblasti Litvy, severního Běloruska a severozápadního Ruska (Pskovská oblast), ani zde však nenáleží k běžným druhům. Ojedinělé lokality byly zaznamenány v Rakousku, Maďarsku, Irsku, Itálii, Lotyšsku, Německu, Velké Británii a Polsku. V některých z těchto zemí patří přeslenice mezi druhy ohrožené vyhynutím (např. v Polsku). V Itálii se vyskytuje jako zavlečený druh pouze v kanálech rýžových polí u města Grumolo delle Abbadesse v Benátsku. V Rakousku je známa jediná lokalita, a to v teplých pramenech u města Villach. V České republice nebyla přeslenice dosud zaznamenána.

### Austrálie, Nová Guinea a Tichomoří
V Austrálii je přeslenice rozšířeným druhem. Za původní je považován pouze výskyt na severovýchodě kontinentu. V současnosti je rozšířena v severní, východní a jihovýchodní Austrálii, a to zejména v přímořských oblastech. Ojedinělé výskyty byly zaznamenány i na jihozápadě Austrálie. Na Nový Zéland byla zavlečena v roce 1963 (jezero Tutira) pravděpodobně z Austrálie. Druh se vyskytuje také na Nové Guineji a některých ostrovech Tichomoří.

### Amerika
Do Severní i Jižní Ameriky byla přeslenice zavlečena lidskou činností v průběhu 20. století. V Severní Americe se druhotně vyskytuje v Mexiku a USA. V Kanadě nebyla zjištěna. Areál v USA zahrnuje jižní, jihovýchodní a východní oblasti a rovněž státy Kalifornie, Arizona a Washington. Vyskytuje se také ve Střední Americe, Kolumbii, Venezuele a na Karibských ostrovech.

### Afrika
V Africe se druh přirozeně vyskytuje v tropických oblastech od Konga po Keňu a Zambii. Druhotný výskyt byl zaznamenán v Mosambiku, Jihoafrické republice, Kanárských ostrovech a Pobřeží slonoviny. Údaje z Madagaskaru a dalších ostrovů západního Indického oceánu jsou nejisté.

## Ekologie
Přeslenice roste v různých typech vodních biotopů od přímořských oblastí až do nadmořských výšek okolo 1600 metrů. Nejlépe prosperuje ve stojatých, prohřátých vodách se stabilní hladinou a hloubkou mezi 0,5 až 2 metry, je však schopna růst i v proudící vodě. Obývá živinami chudší až středně bohaté vody s kyselou nebo alkalickou reakcí, bohaté na hydrogenuhličitanové a síranové ionty. Na charakter dna není náročná a může růst v písčitém i bahnitém substrátu. V jižní a jihovýchodní Asii roste i v brakických vodách.

## Ekologické interakce
Přeslenice je v konkurenci ostatních vodních rostlin fyziologicky velmi dobře vybavena. Většina její biomasy se nachází v horních 30 cm vodního sloupce, kde je v letním období při hustém zárůstu vodní vegetací nedostatek oxidu uhličitého, vysoké teploty a alkalické pH. Rostlina je při nedostatku CO2 schopna přepnout z klasického C3 metabolismu do C4 metabolismu (tzv. fakultativní C4 metabolismus), v němž může k fotosyntéze využívat i HCO3− ionty. Fotorespirace je při tomto typu metabolismu silně snížena. Rostlina má také mechanismus zahušťování CO2, jehož obsah v pletivech listů může dosáhnout až pětinásobných hodnot oproti okolnímu prostředí. Pro efektivní proces fotosyntézy potřebuje nižší intenzitu světla než je tomu u ostatních vodních rostlin.
Přeslenice má velmi specializovaný způsob opylování. Pupeny samčích květů se uvolňují od rostliny a vyplouvají na hladinu, kde se za vhodných podmínek explozivně otevírají a popráší okolí pylem v okruhu o průměru i přes 20 cm. Samičí květy číškovitého tvaru spočívají na dlouhých stopkách se otevírají při dosažení vodní hladiny. Vnější část květu je smáčivá a ponořená ve vodě, zatímco vnitřek je nesmáčivý, odpuzující vodu a vystaven vzduchu. Při rozstřelu samčích květů je pyl padající vzduchem zachycován na bliznách.
Přeslenice se velmi efektivně rozmnožuje vegetativně. Jedním ze způsobů je prosté množení úlomky lodyh, které mohou zakořenit a vytvořit nové rostliny. Vytváří také přezimovací pupeny - turiony. Úlomky lodyh i turiony jsou schopny šíření na značné vzdálenosti vodou nebo např. přichycené na nohou vodních ptáků, lodní dopravou nebo aktivitami souvisejícími s vodními sporty či rybařením. A konečně rostliny vytvářejí na oddencích hlízky, které mohou spočívat v substrátu dna několik let, než vyraší.

## Invazivita

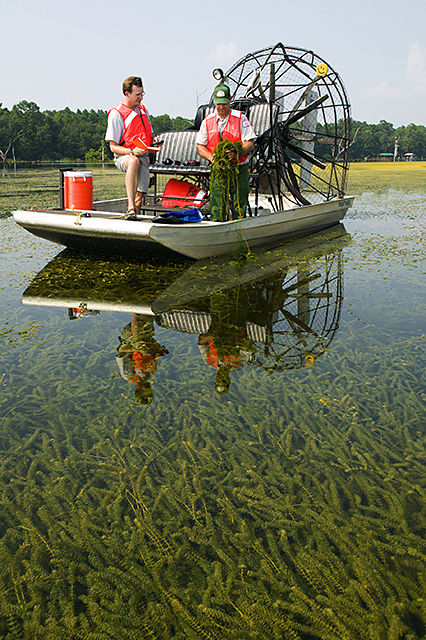
Přeslenice zarůstající jezero v Georgii

Přeslenice má ve vhodných podmínkách značný invazní potenciál, který souvisí zejména se širokým ekologickým záběrem, schopností šíření, velkými přírůstky a tolerancí vůči znečištění vody např. organickými látkami. Je schopna obsadit rozličné vodní biotopy.
V některých oblastech světa způsobuje vážné ekonomické a environmentální problémy a rozsáhlé ekologické škody. V souvislosti s lidskou činností se v průběhu 20. století druhotně rozšířila i do Severní a Jižní Ameriky. Na nová stanoviště se invazivně šíří i v rámci původního areálu, jmenovitě v Asii, Africe a Austrálii. V některých oblastech jí konkurují jiné agresivní vodní neofyty, na Sibiři např. vodní mor kanadský. Zatímco v Evropě je silně ohrožená, v jižních státech USA je považována za jeden z nejhorších invazních druhů vůbec. Do Ameriky byla poprvé dovezena ze Srí Lanky v 50. letech 20. století pravděpodobně jako akvarijní rostlina. Na Floridě se již ve 2. polovině 20. století stala nejrozšířenější vodní rostlinou, v roce 1990 již pokrývala více než 40 % rozlohy sladkovodních ploch celého státu. Je to extrémně rychle rostoucí druh, který je schopen každých 14 dní zdvojnásobit svoji biomasu. Denní přírůstek lodyhy činí až 2,5 cm. Rostliny tvoří husté porosty u hladiny, dusí původní vodní vegetaci, snižují obsah kyslíku ve vodě a zvyšují teplotu vody vlivem absorpce záření. V Severní Americe zastiňuje a vytlačuje ekologicky důležité vodní druhy, jako jsou rdesty (Potamogeton), zákruticha Vallisneria americana a růžkatec ostnitý (Ceratophyllum demersum). Ovlivňuje také na vztahy mezi vodními predátory a jejich kořistí.
Na Floridě jsou na omezení výskytu této rostliny každoročně vynakládány milióny dolarů. Využívá se proti ní mechanická likvidace, herbicidy, biologický boj (nasazování ryb a vodního hmyzu) i vypouštění a letnění nádrží. Na pěstování rostliny zde musí být speciální povolení.

## Podobné rostliny
Přeslenice je zvláště v nekvetoucím stavu dosti podobná některým jiným vodním rostlinám s obdobnou ekologií a přeslenitými listy, mezi něž náležejí zejména vodní mory (Elodea) a morovinka (Egeria). Pro přeslenici jsou charakteristické drobně pilovité listy, uspořádané v přeslenech po (2) 3 až 8. Zuby na okraji listů jsou zpravidla viditelné pouhým okem. Střední žilka je na rubové straně listu charakteristicky osténkatá. Jak morovinka, tak i vodní mor mají listy velmi drobně pilovité (zdánlivě celokrajné, zuby jsou viditelné pouze lupou). Morovinka hustolistá má listy uspořádané v přeslenech po 5 a více, zatímco vodní mor má listy v přeslenech obvykle po 2 až 4.

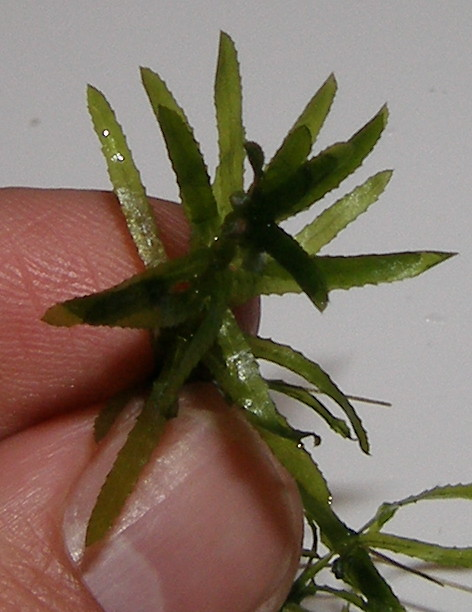
Přeslenice vodní
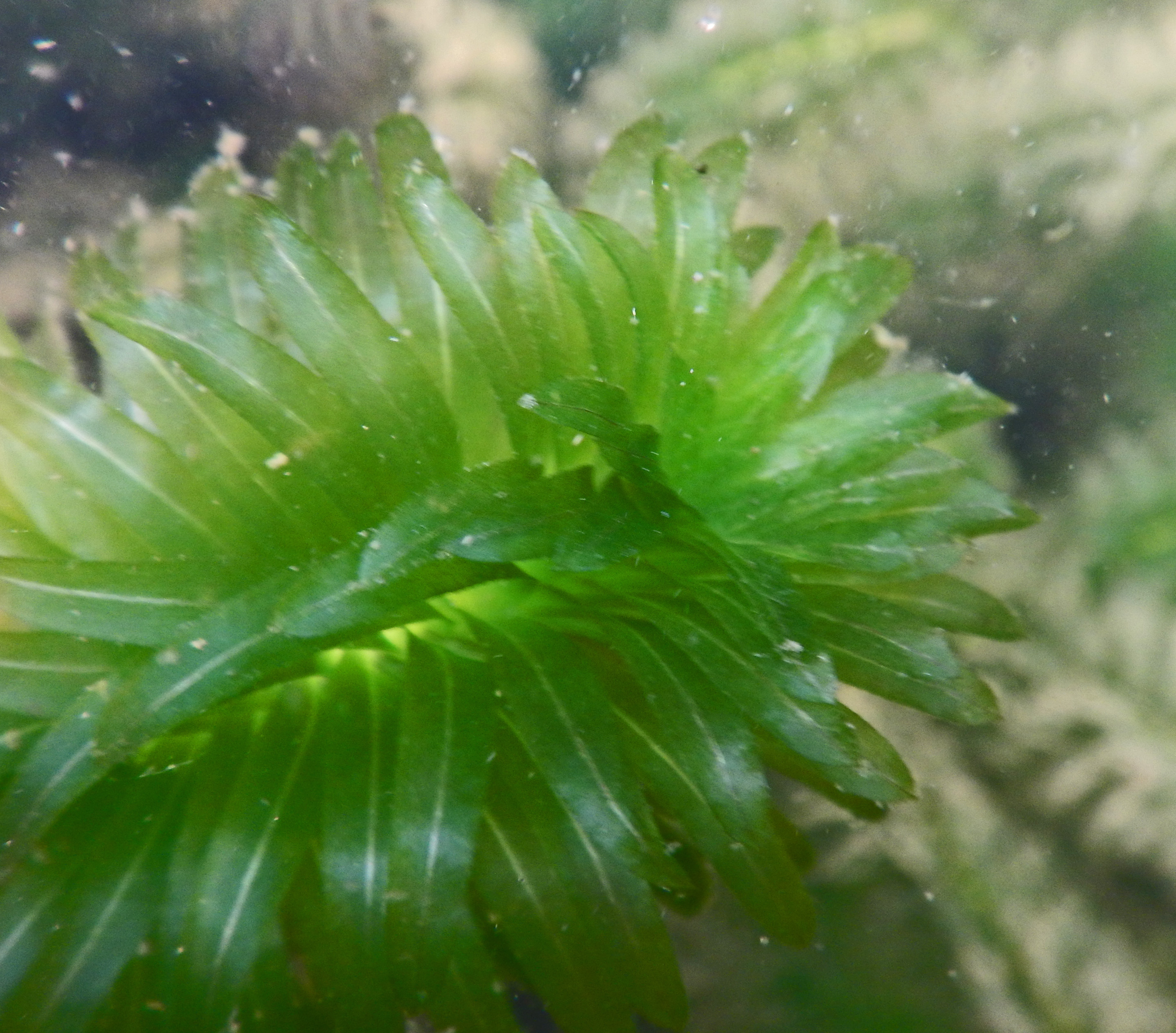
Morovinka hustolistá
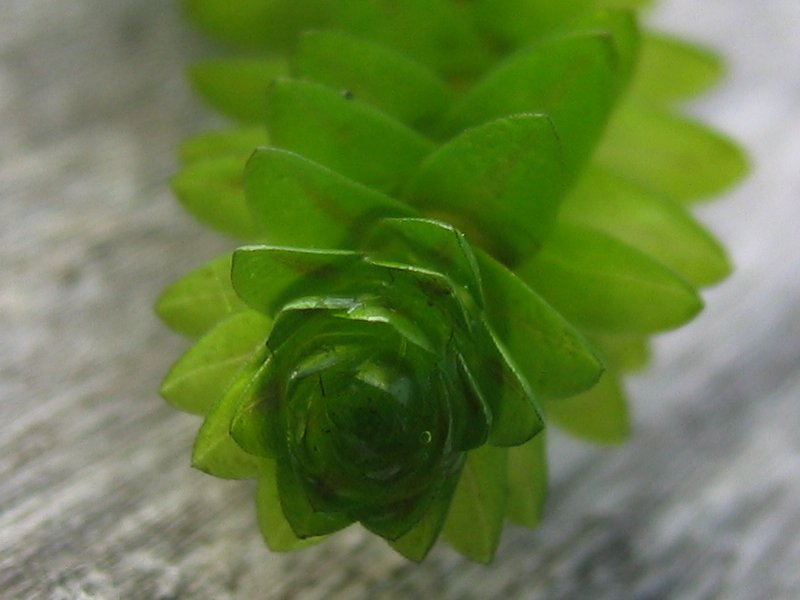
Vodní mor kanadský
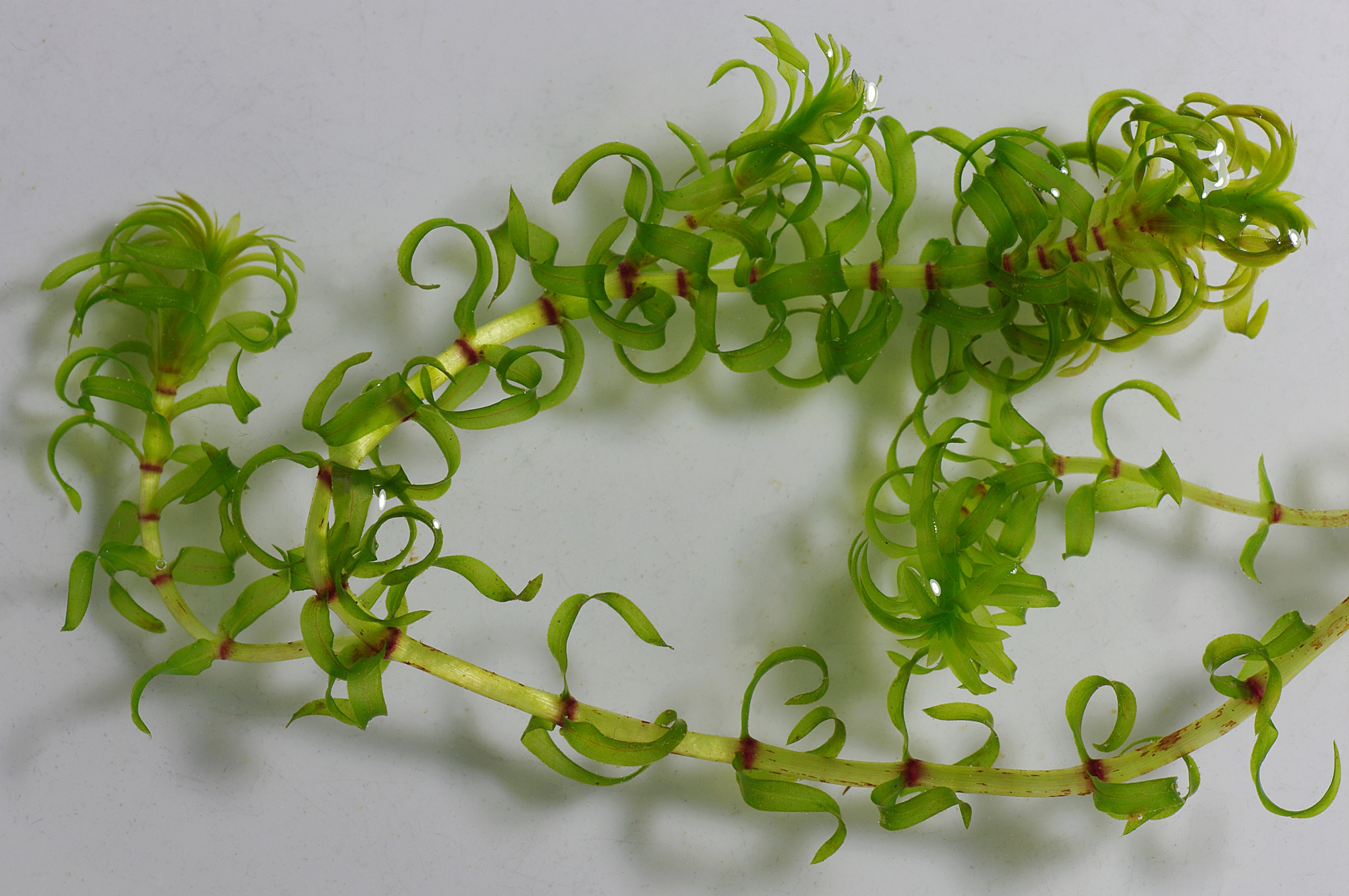
Vodní mor americký

## Taxonomie
Nejblíže příbuznými skupinami rodu Hydrilla jsou podle výsledků fylogenetických studií rody Vallisneria a Nechamandra. Všechny tyto 3 rody tvoří monofyletickou skupinu, představující sesterskou větev rodu Najas.

## Význam
Přeslenice je občas pěstována jako akvarijní rostlina. Je velmi nenáročná na kvalitu a pH vody, a proto vhodná i pro začátečníky. Rychle roste a spokojí se i s horšími světelnými podmínkami. Při pěstování je zapotřebí mít na paměti její invazní potenciál.